# Auput I.
Auput I. (auch Iupet I.) herrschte als oberägyptischer Pharao (König) und direkter Nachfolger von Takelot II. von 831/30 bis 830/829 v. Chr. (?) in Theben. Sein Regierungsantritt stellt zugleich das Ende der Regierung von Petubastis I. dar.
Jürgen von Beckerath schlug im Jahr 2003 eine Umbenennung der 23. Dynastie in Oberägyptische Linie der 22. Dynastie vor. Den neuen Einstufungen schlossen sich David A. Aston, Anthony Leahy und Karl Jansen-Winkeln an.